# Горни Юруци
Горни Юруци е село в Южна България. То се намира в община Крумовград, област Кърджали.

## География
Село Горни Юруци се намира в планински район.

## Население
Численост и дял на етническите групи според преброяването на населението през 2011 г.:
|                     | Численост | Дял (в %) |
| Общо                | 77        | 100,00    |
| Българи             | 26        | 33,76     |
| Турци               | 0         | 0,00      |
| Цигани              | 0         | 0,00      |
| Други               | 0         | 0,00      |
| Не се самоопределят | 0         | 0,00      |
| Неотговорили        | 49        | 63,63     |

## Личности
- Йордан Панайотов Георгиев – български граничар, роден в с. Чеканци, Търговищко; загинал в престрелка с група горяни на 29.07.1952 г. в местността „Юрушкото дере“, край селото.
- Съби Атанасов